# Marie A. Vitulli
Marie A. Vitulli (19 de novembro de 1949) é uma matemática estadunidense, professora emérita da Universidade de Oregon.

## Formação
Graduada na Universidade de Rochester, obteve um PhD em 1976 na Universidade da Pensilvânia, orientada por Dock Sang Rim, com a tese Weierstrass Points and Monomial Curves. Apresentou a AWM/MAA Falconer Lecturer de 2014 intitulada "From Algebraic to Weak Subintegral Extensions in Algebra and Geometry."

## Matemática
A pesquisa de Vitulli é em álgebra comutativa e aplicações à geometria algébrica. Tópicos mais específicos em sua pesquisa incluem deformações de curvas monômiais, anéis seminormais, a normalidade fraca de anéis comutativos e variedades algébricas, subintegralidade fraca e a teoria das valorações para anéis comutativos. Junto com seu colega David Kent Harrison desenvolveu uma teoria de valoração unificada para anéis com zero divisores que generalizou tanto as avaliações de Krull quanto as de Arquimedes.

## Ativismo
Vitulli e o cientista político Gordon Lafer lideraram um esforço para sindicalizar o corpo docente da Universidade de Oregon a partir da primavera de 2007. Esse esforço acabou levando à formação dos Acadêmicos Unidos na Universidade de Oregon.
Vitulli lidera o Women in Math Project na Universidade de Oregon. Com Mary Flahive também estudou padrões de contratação entre mulheres matemáticas. Vitulli também escreveu sobre as dificuldades envolvidas em documentar as vidas de mulheres matemáticas na Wikipedia.

## Reconhecimento
Vitulli foi reconhecida como AWM/MAA Falconer Lecturer em 2014. Vitulli recebeu um Service Award da Association for Women in Mathematics em 2017.
Faz parte da turma de 2019 de fellows da Association for Women in Mathematics. Foi eleita fellow da American Mathematical Society na classe de 2020, por "contribuições para a álgebra comutativa e pelo serviço à comunidade matemática, particularmente no apoio às mulheres na matemática".